# Grigori Sokolnikov

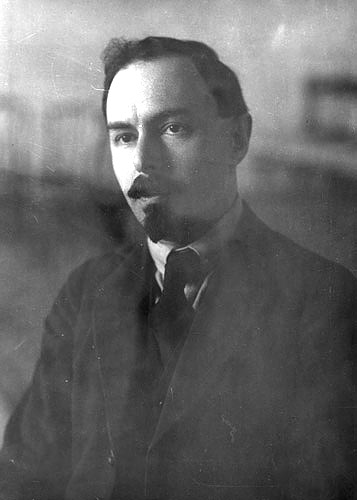
Grigori Sokolnikov (1888-1939)

Grigori Sokolnikov được sinh ra vào ngày 15 tháng 8 năm 1888. Sokolnikov là người Do Thái. Ông chuyển đến Moscow khi còn là một thiếu niên và gia nhập Bolshevik của Đảng Lao động Dân chủ Xã hội Nga năm 1905.
Ông trở về Nga vào tháng 4 năm 1917 cùng với Vladimir Lenin và khi đến Nga ông trở thành một thành viên của ban biên tập của cơ quan trung ương đảng của Bolshevik.
Grigori Sokolnikov là một thành viên đầu tiên của Bộ Chính trị, với bảy thành viên: Lenin, Grigory Zinoviev, Lev Kamenev, Trotsky, Stalin, Sokolnikov và Andrei Bubnov. Sau Cách mạng tháng Mười, ông đã nắm giữ nhiều vị trí khác nhau của chính phủ. Ông là thành viên của phái đoàn Adolph Joffe, dẫn đầu đàm phán hòa bình với Đức. Trong khi Adolph Joffe đi cùng với các thành viên khác trong nhóm ký tên để phản đối hòa ước với Đức. Với tư cách là một cố vấn, Sokolnikov đã thay thế Trotsky làm chủ tịch và ký hòa ước Brest-Litovsk vào năm 1918 thay mặt chính phủ Bolshevik của Nga.
Sau đó, Ông trở thành thành viên của Bộ Chính trị Cộng sản vào tháng 5 năm 1924 sau khi giới thiệu Chính sách Kinh tế mới. Ông đã bị loại khỏi vị trí của mình tại Sovnarkom (Hội đồng Nhân dân) và bị trục xuất khỏi Bộ Chính trị sau khi kêu gọi việc loại bỏ Joseph Stalin khỏi chức Tổng Bí thư Đảng Cộng sản tại Đại hội lần thứ 14 của những người Bolshevik vào tháng 12 năm 1925. Sokolnikov được bổ nhiệm làm phó Chủ tịch Gosplan, cơ quan lập kế hoạch kinh tế mới và sau đó là người đứng đầu một công ty dầu mỏ. Ông là đại sứ Liên Xô tại Vương quốc Anh từ 1929 đến 1932.
Trong Đại thanh trừng, Sokolnikov đã bị bắt vào năm 1937. Ông bị kết án mười năm tù giam, tuy nhiên ông đã bị ám sát trong tù bởi các tù nhân khác vào ngày 21 tháng 5 năm 1939. Một cuộc điều tra chính thức sau Stalin mất cho thấy vụ giết người được tổ chức bởi quan chức NKVD K.P. Nikolaevich đã được Lavrenty Beria và Josef Stalin ra lệnh. Năm 1988, ông được phục hồi danh dự cùng với nhiều nạn nhân khác của cuộc Đại thanh trừng.